# Tizenötszögszámok
A tizenötszögszámok a figurális számokon belül a sokszögszámok közé tartoznak. Az n-edik tizenötszögszám, Tn a közös csúcsból rajzolt, legfeljebb n pont oldalhosszúságú szabályos tizenötszögek körvonalai egymástól különböző pontjainak száma. 
Az n-edik tizenötszögszám általánosan a következő képlettel adható meg:
{\displaystyle T_{n}={\frac {n(13n-11)}{2}}\quad (n>0)}.
Az első néhány tizenötszögszám:
1, 15, 42, 82, 135, 201, 280, 372, 477, 595, 726, 870, 1027, 1197, 1380, 1576, 1785, 2007, 2242, 2490, 2751, 3025, 3312, 3612, 3925, 4251, 4590, 4942, 5307, 5685, 6076, 6480, 6897, 7327, 7770, 8226, 8695, 9177, 9672, 10180, 10701, … (A051867 sorozat az OEIS-ben)

## Párosság
A tizenötszögszámok párossága a páratlan-páratlan-páros-páros mintát követi.

## Tesztelés tizenötszögszámokra
Az n-edik tizenötszögszám, {\displaystyle x_{n}} képletét n-re megoldva a következő képletet kapjuk:
{\displaystyle n={\frac {{\sqrt {104x+121}}+11}{26}}.}
Tetszőleges x szám tizenötszögszám mivolta tesztelhető a fenti képletbe való behelyettesítéssel. Ha n egész számra jön ki, akkor x az n-edik tizenötszögszám. Ha n nem egész szám, akkor x nem tizenötszögszám.
Ez egyben tekinthető x tizenötszöggyöke kiszámításának is. 